# 伊斯托克·乌特鲁萨
伊斯托克·乌特鲁萨（1988年3月1日—），斯洛文尼亞男子羽毛球運動員。

## 簡歷
2013年8月，伊斯托克·乌特鲁萨參加中國廣州舉行的世界羽毛球錦標賽，出戰男子單打項目，在首圈就以0比2（13-21、12-21）負於中華台北的周天成出局。
2014年8月，乌特鲁萨參加丹麥哥本哈根舉行的世界羽毛球錦標賽，出戰男子單打項目，首圈就以1比2（11-21、21-11、12-21）不敵印度的斯里坎特·基达姆比出局。

## 主要比賽成績
只列出曾進入準決賽的國際賽事成績：
| 年份   | 賽事                   | 公開賽級別 | 項目     | 拍檔          | 成績   |
| ------ | ---------------------- | ---------- | -------- | ------------- | ------ |
| 2009年 | 克羅地亞羽毛球國際賽   | 國際系列賽 | 混合雙打 | 马娅·特夫尔迪 | 準決賽 |
| 2009年 | 斯洛文尼亞羽毛球國際賽 | 國際系列賽 | 混合雙打 | 马娅·特夫尔迪 | 準決賽 |
| 2011年 | 秘魯羽毛球國際賽       | 國際挑戰賽 | 男子單打 | －            | 準決賽 |
| 2011年 | 立陶宛羽毛球公開賽     | 國際系列賽 | 男子單打 | －            | 準決賽 |
| 2012年 | 羅馬尼亞羽毛球國際賽   | 國際系列賽 | 男子單打 | －            | 亞軍   |
| 2012年 | 斯洛伐克羽毛球公開賽   | 未來系列賽 | 男子單打 | －            | 冠軍   |
| 2012年 | 土耳其羽毛球國際賽     | 國際系列賽 | 男子單打 | －            | 準決賽 |
| 2013年 | 保加利亞羽毛球公開賽   | 國際系列賽 | 男子單打 | －            | 亞軍   |
| 2013年 | 土耳其羽毛球國際賽     | 國際系列賽 | 男子單打 | －            | 亞軍   |
| 2014年 | 羅馬尼亞羽毛球國際賽   | 國際系列賽 | 男子單打 | －            | 準決賽 |
| 2014年 | 威爾斯羽毛球國際賽     | 國際挑戰賽 | 男子單打 | －            | 準決賽 |
| 2015年 | 里加羽毛球國際賽       | 未來系列賽 | 男子單打 | －            | 亞軍   |
| 2015年 | 哈爾科夫羽毛球國際賽   | 國際挑戰賽 | 男子單打 | －            | 準決賽 |

| 2007-2017年 | 首要超級賽 | 超級賽 | 黃金大獎賽 | 大獎賽 | 國際挑戰賽 | 國際系列賽 | 未來系列賽 | 其他 |

| 2018-2026年 | 總決賽 | 超級1000賽 | 超級750賽 | 超級500賽 | 超級300賽 | 超級100賽 | 國際挑戰賽 | 國際系列賽 | 未來系列賽 | 其他 |

### 奧運會和世錦賽參賽紀錄
|          | 搭檔          | 2009 | 2010 | 2011 | 2012 | 2013 | 2014 |
| -------- | ------------- | ---- | ---- | ---- | ---- | ---- | ---- |
| 男子單打 | －            | －   | －   | －   | －   | 64強 | 64強 |
|          |               |      |      |      |      |      |      |
| 混合雙打 | 马娅·特夫尔迪 | 48強 | －   | －   | －   | －   | －   |